# Mallorca-Geburtshelferkröte
Die Mallorca-Geburtshelferkröte (Alytes muletensis) ist eine auf der Mittelmeerinsel Mallorca endemisch vorkommende Amphibienart aus der Gattung der Geburtshelferkröten (Alytes). Auf Spanisch und Katalanisch wird sie Ferreret genannt. Sie wurde 1979 aufgrund subfossiler Funde aus dem mittleren und oberen Pleistozän beschrieben. Zunächst wurde angenommen, die Art sei seit über 2000 Jahren ausgestorben, bis lebende Exemplare entdeckt wurden.

## Merkmale
Die Mallorca-Geburtshelferkröte ist ein sehr kleiner Froschlurch. Weibchen haben eine Kopf-Rumpf-Länge von bis zu 38 Millimetern, Männchen bis zu 34,7 Millimeter. Der Kopf ist relativ groß, die Schnauze ist abgerundet. Die großen Augen treten stark hervor, die Pupillen sind senkrecht schlitzförmig. Die Parotiden (Ohrdrüsen) sind nur sehr gering entwickelt, das Trommelfell ist mehr oder weniger deutlich sichtbar. Die Handinnenseite weist drei Höcker auf. Hintergliedmaßen, Finger und Zehen sind verhältnismäßig lang, verglichen mit anderen Arten der Gattung Alytes. Die relativ glatte und glänzende Haut weist entlang der Rückenseite Warzen auf, die mehr oder weniger deutlich in einer Längsreihe angeordnet sind. Färbung und Zeichnung der Oberseite sind ziemlich variabel. Die Grundfarbe ist goldgrünlich, meist befinden sich darauf olivgrünliche bis schwarze Flecken, die unterschiedlich groß und geformt sind. Nicht selten ist hinter dem Auge ein dreieckiger, dunkler Fleck vorhanden. Die Bauchseite ist weißlich gefärbt.
Die Kaulquappen der Mallorca-Geburtshelferkröte sind relativ schlank, ziemlich dunkel und erreichen eine Gesamtlänge von bis zu 76 Millimetern. Ihr Mund ist breiter, die Schnauze länger und der Schwanz kürzer als bei Kaulquappen anderer Geburtshelferkröten-Arten. Ihre Nasenlöcher befinden sich näher an den Augen als an der Spitze des Kopfes. Die Säume ihrer Flossen sind niedrig und kaum über die Höhe des Rumpfes hinausragend. Auf der Höhe des bauchseits sitzenden Spiraculums (Atemloch) ist der Rumpf am breitesten. Unterhalb des Mundfeldes befinden sich vier sogenannte Lingualpapillen.
Die Chromosomenzahl beträgt 2n = 38.

## Verbreitung und Lebensraum

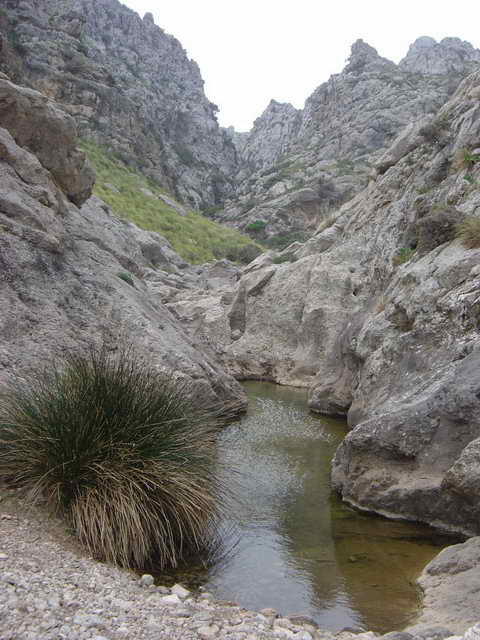
Typischer Lebensraum am in der Serra de Tramuntana

Das Verbreitungsgebiet der Mallorca-Geburtshelferkröte beschränkt sich auf die Serra de Tramuntana auf Mallorca. Sie besiedelt canyonartige Erosionsschluchten der Karstlandschaft. In diesen Schluchten fließen Sturzbäche (katalanisch „torrents“), die während des Sommers bis auf bassinartige Wasseransammlungen austrocknen. Die jährliche Niederschlagsmenge liegt hier bei mindestens 1000 bis 2000 Millimetern. Die Wassertemperaturen liegen im Bereich von 9 bis 22 °C. Mallorca-Geburtshelferkröten nutzen die Spalten im Gestein als Versteck. Sie sind manchmal in kleinen Gruppen aus bis zu fünf Tieren anzutreffen. Die Kaulquappen sind hauptsächlich in den Wasserbassins in der Bodenregion zu finden. Die Art kommt in Höhenlagen von 10 bis 850 Metern vor. Einige wenige Populationen besiedeln auch künstliche Wasserstellen wie Viehtränken. Alytes muletensis ist der einzige auf Mallorca vorkommende Vertreter der Geburtshelferkröten.

## Lebensweise
Die Mallorca-Geburtshelferkröte ist an raue, trockene Umweltbedingungen angepasst. Aufgrund ihres stark abgeflachten Körpers kann sie sich in engen Spalten verstecken. Die Nahrung adulter Tiere setzt sich hauptsächlich aus Wenigborstern, wie beispielsweise Regenwürmern, sowie aus Asseln und verschiedenen Arten von Laufkäfern zusammen. Eine Winterruhe wird nicht gehalten. Bei der Tagesaktivität wurden zwei Zeiträume höherer Aktivität ausgemacht, von 20 bis 23 Uhr und von 1 bis 5 Uhr.
Sowohl männliche und als auch weibliche Tiere rufen. Diese Lautbildungen erfolgen nicht nur während der Paarungszeit, sondern das ganze Jahr über. Das Rufen dient demnach nicht ausschließlich der Partnerfindung bei der Fortpflanzung, sondern offensichtlich auch der Gruppenbildung – in einem Gebiet, in dem passende Verstecke knapp sind und Mallorca-Geburtshelferkröten weit verstreut leben. Durch eng beieinandersitzende Individuen entwickelt sich womöglich ein feuchteres Mikroklima im Unterschlupf. Spekuliert wird mitunter auch, dass es sich um eine Strategie der „Herdenbildung“ handelt, so dass die Individuen in einer Gruppe besser vor Räubern geschützt sind. Es wurde ferner beobachtet, dass Jungkröten nach der Metamorphose den Rufen anderer Tiere folgen, wenn sie ihre Tümpel verlassen und Felsspalten aufsuchen.

## Fortpflanzung
Die Paarungsrufe der Männchen werden als hohes, melodisches „pi..pi..pi“ beschrieben. Sie erklingen meist in den ersten Stunden der Nacht, sind manchmal aber auch tagsüber hörbar. Die Rufperiode dauert von Februar bis August, der Höhepunkt liegt zwischen April und Juli. Verwechslungen der Paarungsrufe der Mallorca-Geburtshelferkröte mit den Rufen der Zwergohreule sind möglich. Die Paarung und die Übergabe der Eier an das Männchen finden an Land statt. Beobachtungen von eiertragenden Männchen liegen hauptsächlich aus der Zeit von Mai bis Juli vor. Ein Männchen trägt in der Regel 7 bis 20 Eier, die um die Hinterbeine gewickelt sind und einen Durchmesser von 5,4 bis 7 Millimetern haben. Die Eier der Mallorca-Geburtshelferkröte sind damit größer als die anderer Alytes-Arten, dafür ist ihre Anzahl je Männchen geringer. Sie werden von den Männchen einen Monat oder länger umhergetragen.
Durch zunehmende Bewegungen stimulieren die Kaulquappen in den Eiern das Männchen, eine Wasserstelle aufzusuchen. Der Kontakt mit dem Wasser veranlasst die Kaulquappen zum Schlupf. Dieser Vorgang findet ab Anfang Mai statt. Die Larven haben beim Schlupf eine Gesamtlänge von ungefähr 18 Millimetern. Innerhalb weniger Wochen erreichen sie Längen von bis 76 Millimetern. Die Metamorphose findet zwischen Juni und September statt, der Höhepunkt liegt im Juni. Einige Kaulquappen können überwintern und entwickeln sich erst im darauffolgenden Sommer nach fast einem Jahr im Larvenstadium zu adulten Tieren. Die Kaulquappen hängen die meiste Zeit mit dem Schwanz nach unten an der Wasseroberfläche, bei Störungen tauchen sie ab. Der Fortpflanzungserfolg steigt mit zunehmender Höhenlage, da mit dieser die Zahl der Fressfeinde sinkt.

## Entdeckung und Systematik
Die Mallorca-Geburtshelferkröte wurde 1979 von Borja Sanchiz und Rafel Adrover anhand subfossiler Funde aus dem Pleistozän als Baleaphryne muletensis erstbeschrieben. Zunächst wurde angenommen, dass diese Art bereits über 2000 Jahre zuvor ausgestorben war.
Bereits im 19. Jahrhundert wurden auf Mallorca Kaulquappen von Geburtshelferkröten gefunden, diese wurden zunächst für Exemplare von Alytes obstetricans var. boscai gehalten, die der Mallorca-Geburtshelferkröte am meisten ähnelt. Aufgrund der Entdeckung der Fossilien wurde der Verdacht geäußert, es könnte sich bei den Kaulquappen um Baleaphryne muletensis gehandelt haben. Eine in Alkohol konservierte adulte Geburtshelferkröte, die 1978 auf Mallorca gefangen und zunächst für ein Exemplar der Gemeinen Geburtshelferkröte (Alytes obstetricans) gehalten worden war, untersuchte man daraufhin erneut. Da die Morphologie ihres Oberarmknochens dem der fossilen Art exakt glich, wurde sie als Baleaphryne muletensis neu klassifiziert.
Heute wird die Mallorca-Geburtshelferkröte aufgrund ihres Fortpflanzungsverhaltens sowie biochemischer und genetischer Untersuchungen als Alytes muletensis in die Gattung Alytes gestellt. Als ihre Schwesterart gilt nach molekulargenetischen Untersuchungen die Südiberische Geburtshelferkröte, Alytes dickhilleni.
Das Artepitheton bezieht sich auf den Fundort des Typus-Exemplars, die Cova de Muleta („Muleta-Höhle“) an der Küste südwestlich von Port de Sóller in der Gemeinde Sóller.

## Gefährdung und Schutz
Die IUCN listet die Mallorca-Geburtshelferkröte als „vulnerable“ (gefährdet). Als Hauptursache für die Gefährdung der Art und die heutige Beschränkung des Verbreitungsgebietes auf Erosionsschluchten der Serra de Tramuntana gelten vom Menschen auf der Insel eingeführte Fressfeinde wie die Vipernatter (Natrix maura) und der Iberische Wasserfrosch (Rana perezi). Beide Arten waren ursprünglich nicht auf Mallorca heimisch. Sie fressen Kaulquappen und adulte Exemplare der Mallorca-Geburtshelferkröte. Möglicherweise konkurrieren darüber hinaus die Kaulquappen des Iberischen Wasserfrosches mit denen der Mallorca-Geburtshelferkröte um Nahrung und Lebensraum. Die Mallorca-Geburtshelferkröte ist daher heute fast nur in Erosionsschluchten zu finden, in denen keine dieser beiden Arten bisher vorkommt.
Im Jahr 2002 gab es in einer isolierten, auf Wiederansiedlungen zurückgehenden Population eine unbekannte, nicht durch Pilzbefall verursachte Krankheit, die einige Kaulquappen tötete, in den Folgejahren 2003 und 2004 aber nicht mehr auftrat.
Bei einem im Jahr 2004 tot aufgefundenen Exemplar von Alytes muletensis wurde eine Infektion mit dem Pilz Batrachochytrium dendrobatidis, dem Auslöser der Chytridiomykose, festgestellt. Bei einer daraufhin durchgeführten Untersuchung von 21 Populationen wurde Batrachochytrium dendrobatidis in vier der Populationen nachgewiesen, davon waren in zwei Populationen nahezu 100 % der untersuchten Tiere infiziert. In einer der beiden besonders stark betroffenen Populationen waren Tiere aus der Nachzucht in Gefangenschaft ausgewildert worden. Der Pilz wurde ebenfalls bei Mallorca-Geburtshelferkröten festgestellt, die in den Jahren 1991, 1992, 1994 und 1995 in Gefangenschaft gestorben waren. Wahrscheinlich kam Batrachochytrium dendrobatidis durch Tiere aus dem Wiederansiedlungsprogramm nach Mallorca. Die Population in Gefangenschaft hatte sich vermutlich 1991 durch in der gleichen Zucht-Anlage gehaltene Exemplare des südafrikanischen Krallenfrosches Xenopus gilli infiziert.
Die Gesamtpopulation beträgt schätzungsweise 500 bis 1500 Paare, die sich auf ungefähr 25 meist isolierte Populationen verteilen. Die Anzahl der Tiere nahm aufgrund der ab 1988 stattfindenden Auswilderung von Tieren aus dem Zuchtprogramm im Jersey Zoo leicht zu. Die Zunahme blieb auch während Dürrejahren wie 1999 und 2000 konstant. Der Trend der Population wird aufgrund jährlicher Zählungen der Kaulquappen erfasst, die bisher meisten – über 30.000 Exemplare – wurden im Jahr 2004 gezählt. Die Zunahme in bereits bestehenden Populationen ist nicht von Auswilderungen abhängig, aber es ist unwahrscheinlich, dass sich neue Populationen ohne die Aussetzungen etabliert hätten. Schätzungsweise ein Viertel der heute auf Mallorca lebenden Geburtshelferkröten stammen von Tieren aus Gefangenschaft ab. Möglicherweise hat sich das Areal der Art in der Sierra de Tramuntana dank der Nachzuchten inzwischen verdoppelt.
2002 wurde das Auswilderungsprogramm mit Tieren aus Jersey gestoppt, sollte aber mit Tieren aus einer neuen Zucht-Anlage auf Mallorca weitergeführt werden. Seit 2004 ist die Auswilderung aufgrund der entdeckten Krankheiten komplett gestoppt. Um die Mallorca-Geburtshelferkröte zu schützen, wurde die Einrichtung eines Reservates vorgeschlagen. Aufgrund der geringen Anzahl möglicher Gebiete für zukünftige Wiederansiedlungen konzentrieren sich die Schutzbemühungen aktuell auf das Anlegen neuer Wasserbecken für die Kaulquappen. Außerdem gibt es Bemühungen, die Vipernatter aus den Gebieten, in denen die Mallorca-Geburtshelferkröte vorkommt, zu entfernen. Ein neues Wiederansiedlungsprogramm wird entwickelt.
Die Mallorca-Geburtshelferkröte wird von der Europäischen Union in den Anhängen II und IV der FFH-Richtlinie als prioritäre Art geführt und gilt damit als streng zu schützende Art von gemeinschaftlichem Interesse, für deren Erhaltung von den Mitgliedsstaaten besondere Schutzgebiete ausgewiesen werden müssen.

## Belege
- Andreas Nöllert, Christel Nöllert: Die Amphibien Europas. Franckh-Kosmos-Verlag, Stuttgart 1992, ISBN 3-440-06340-2.
- Mallorca-Geburtshelferkröte bei www.edgeofexistence.org, Zugriff am 26. August 2008